# Dolophilodes angustata
Dolophilodes angustata là một loài Trichoptera trong họ Philopotamidae. Chúng phân bố ở miền Cổ bắc.